# 张公桥街道
张公桥街道，是中华人民共和国四川省乐山市市中区曾经下辖的一个街道。

## 行政区划
张公桥街道下辖以下地区：
演武街社区、徐家扁社区、文昌宫社区、王浩儿社区、圣水街社区、北门桥社区、石雁儿社区和青果山社区。